# Pogoniulus scolopaceus
Pogoniulus scolopaceus е вид птица от семейство Lybiidae.

## Разпространение
Видът е разпространен в Ангола, Бенин, Габон, Гана, Гвинея, Екваториална Гвинея, Камерун, Демократична република Конго, Република Конго, Кот д'Ивоар, Кения, Либерия, Нигерия, Сиера Леоне, Того, Уганда и Централноафриканската република.